# Џанг Хенг
Џанг Хенг (упрош: 张衡; трад: 張衡; пин: Zhāng Héng; 78 - 139) био је кинески полихистор. Хенг је био астроном и геофизичар; изумео је сеизмограф за регистровање земљотреса.
Занг је рођен у Нањангу, у провинцији Хенан, у време династије Хан. Био је дворски историчар и званични астроном.

## Астрономски допринос
Занг је уочио је да извор Месечеве светлости Сунчева светлост, и да помрачења Месеца настају услед тога што сенка Земље пада на Месец. Замислио је небески глобус који плута по води, окрећући се у складу с дневним окретањем звезданог неба. У области математике, Занг је успео да одреди да пи има вредност 365/116 (око 3,1466), стоје био значајан напредак у односу на до тада прихваћену вредност у Кини, која је износила 3.

## Геофизички допринос
Ипак, свој најзначајнији допринос дао је на пољу геофизике, када је 132. године изумео примитивни сеизмограф. Занг се њиме служио при лоцирању и бележењу земљотреса, што је била једна од његових званичних дужности као дворског историчара. Била је то бронзана направа дужине готово два метра, која је у себи садржала механизам начињен од полуга и клатна, са осам змајевих фигура распоређених по ободу. Јаки сеизмички потреси ослобађали би металну куглу из змајевих уста, а правац њеног кретања одговарао је правцу сеизмичког таласа. Познато је да је овај уређај забележио један земљотрес, који се десио у провинцији Гансу 138. године. 